# Paris Jam Session
Paris Jam Session è un album di Lee Morgan e Art Blakey con Bud Powell e Barney Wilen (presenti in due dei quattro brani del disco), Wayne Shorter e Jimmy Merritt, pubblicato dalla Fontana Records nel 1960. Il disco fu registrato dal vivo il 18 dicembre del 1959 al Théâtre des Champs-Êlysées di Parigi (Francia).

## Tracce
Lato A
1. Dance of the Infidels – 12:27 (Bud Powell)
2. Bouncing with Bud – 11:38 (Bud Powell, Walter Fuller)

Lato B
1. The Midget – 11:04 (Lee Morgan)
2. A Night in Tunisia – 7:04 (Dizzy Gillespie, Frank Paparelli)

## Musicisti
- Lee Morgan - tromba
- Bud Powell - pianoforte (brani: A1 e A2)
- Walter Davis Jr. - pianoforte (brani: B1 e B2)
- Barney Wilen - sassofono alto
- Wayne Shorter - sassofono tenore
- Jimmy Merritt - contrabbasso
- Art Blakey - batteria